# Stephan van den Berg
Stephan van den Berg (Hoorn, 20 februari 1962) is een voormalige Nederlandse windsurfer en Olympisch gouden medaillewinnaar.
In 1979 begon Van den Berg als tiener met wedstrijden nadat hij had gelezen over Robby Naish. Het volgende jaar won hij de eerste van vier opeenvolgende wereldtitels. Zijn grootste succes behaalde hij in 1984, toen in Los Angeles zijn discipline voor het eerst op het programma van de Spelen stond. Tijdens deze olympische wedstrijden moest hij vechten tegen het gebrek aan wind. Als zwaardere deelnemer was hij hierbij in het nadeel ten opzichte van zijn lichtere opponenten. In de vierde race werd hij slechts elfde, maar in eerdere wedstrijden eindigde hij tussen een eerste en vierde plek. In de slotrace veroverde hij het goud door derde te worden. In het eindklassement eindigde hij voor de Amerikaan Randell Scott Steele (zilver) en de Nieuw-Zeelander Bruce Kendall (brons). Dankzij deze prestatie werd hij einde dat jaar verkozen tot Sportman van het Jaar. Na de Spelen werd hij beroepswindsurfer.
Als prof mocht hij niet meedoen aan de Spelen van 1988 in Seoel. Vier jaar later waren de reglementen veranderd; in Barcelona werd hij zevende.
Sinds 1980 runt Van den Berg, samen met zijn broers, een watersportzaak in Hoorn.

## Titels
- Olympisch kampioen windsurfen - 1984
- Wereldkampioen windsurfen - 1980, 1981, 1982, 1983

## Palmares

### Windsurfen
- 1984:  Olympische Spelen

1984: Stephan van den Berg ·
1988: Bruce Kendall ·
1992: Franck David ·
1996: Nikolaos Kaklamanakis ·
2000: Christoph Sieber ·
2004: Gal Fridman ·
2008: Tom Ashley ·
2012: Dorian van Rijsselberghe ·
2016: Dorian van Rijsselberghe ·
2020: Kiran Badloe ·
2024: Tom Reuveny
- Nederlandse Thesaurus van Auteursnamen: 088107892
- Virtual International Authority File: 285117681